# گوشه علیا (خنداب)
گوشه علیا، روستایی از توابع بخش قره‌چای شهرستان خنداب  در استان مرکزی ایران است.اولین خانه بهداشت روستایی استان مرکزی به همت کد خدا علی در گوشه علیا ساخته شد.گوشه علیا در کنارکوه شاه کیخسرو واقع شده

## جمعیت
این روستا در دهستان اناج قرار دارد و براساس سرشماری مرکز آمار ایران در سال ۱۳۸۵، جمعیت آن ۶۶۱ نفر (۱۵۲خانوار) بوده‌است.